# پیتون منینگ
پیتون ویلیمز منینگ (انگلیسی: Peyton Manning؛ زادهٔ ۲۴ مارس ۱۹۷۶) یک کوارتربک فوتبال آمریکایی است که در تیم دنور برانکوز بازی می‌کند. او که پنج بار ارزشمندترین بازیکن لیگ ملی فوتبال شده است، به مدت ۱۴ فصل تا ۲۰۱۲ برای ایندیاناپولیس کولتز بازی می‌کرد. او دوره فوتبال دانشگاهی خود را در دانشگاه تنسی گذراند. او در ۱۹ اکتبر ۲۰۱۴ با انجام ۵۰۹مین تاچ داون خود رکورد بیشترین تاچ داون ان اف ال را از آن خود کرد.